# V601 Возничего
V601 Возничего (лат. V601 Aurigae) — одиночная переменная звезда в созвездии Возничего на расстоянии приблизительно 293 световых лет (около 89,9 парсеков) от Солнца. Видимая звёздная величина звезды — от +12,15m до +12,01m.

## Характеристики
V601 Возничего — оранжевый карлик, эруптивная переменная звезда типа RS Гончих Псов (RS) спектрального класса K. Радиус — около 0,65 солнечного, светимость — около 0,224 солнечной. Эффективная температура — около 4910 K.